# LeBaron
LeBaron è stata una carrozzeria automobilistica statunitense attiva dal 1920 al 1941.

## Storia

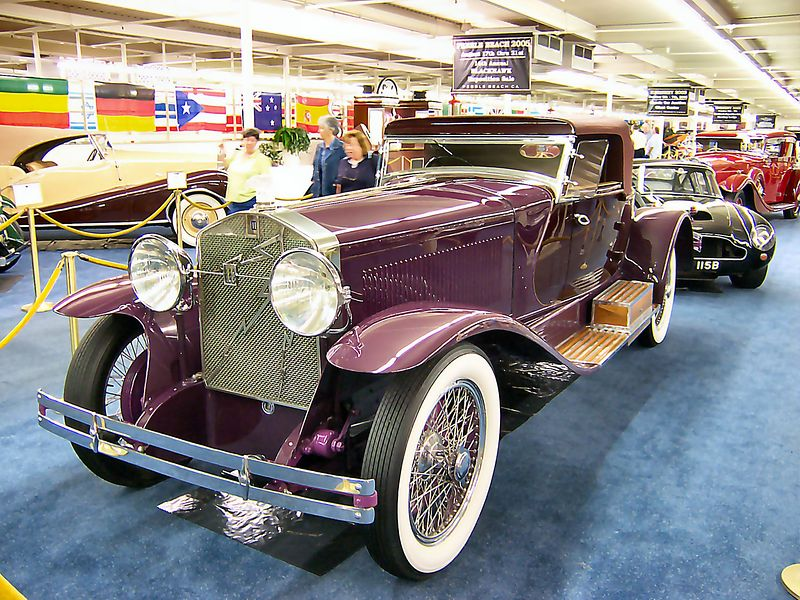
La Isotta Fraschini 8A S, carrozzata boat-tail roadster da LeBaron nel 1928

Alla fine degli anni dieci del XX secolo, due progettisti della carrozzeria Brewster & Co, Raymond Dietrich (1894-1980) e Thomas Hibbard (1898-1982), decisero di mettersi in proprio. Nel 1920 fondarono la società di progettazione "LeBaron" a New York, subito ottenendo commesse dalla York Motors e dalla Lincoln. La denominazione "LeBaron" fu scelta in omaggio allo stile della carrozzeria francese, cui entrambi i disegnatori facevano riferimento.
L'impossibilità di tradurre le maquette in automobili reali, precludeva allo studio di affacciarsi sul mercato delle auto speciali, molto fiorente all'epoca, costruite in unico esemplare per facoltosi clienti.
Si rese quindi necessaria la fusione con la carrozzeria Bridgeport Body Co., posta nell'omonima cittadina del Connecticut, che dal 1924 divenne la sede operativa dello studio New York, come LeBaron Carrossiers Inc.. Nel 1926, le due unità vennero trasferite nella nuova e unica sede di Detroit. L'anno precedente Dietrich era uscito dall'azienda, mentre Hibbard l'aveva già fatto nel 1923.
Negli anni venti la carrozzeria LeBaron ebbe un notevole successo, realizzando lussuose vetture su autotelai di case automobilistiche prestigiose come Rolls-Royce, Hispano Suiza, Duesenberg, Packard o Isotta Fraschini. Una prima battuta d'arresto si ebbe con il giovedì nero del 1929 e, in seguito, l'attività verso i clienti privati risultò molto ridimensionata dalla diminuita abitudine, negli anni trenta, di acquistare automobili in modello unico.
L'azienda sopravvisse realizzando prototipi e concept car per case automobilistiche americane, l'ultimo dei quali fu il Chrysler Thunderbolt, un pregevole coupé-cabriolet con capote retrattile in lamiera, disegnato da Alex Tremulis e presentato nel 1941.
In seguito il marchio LeBaron fu acquisito dalla Chrysler che lo utilizzò fino al 1995 per denominare alcuni modelli, ai quali intendeva conferire un particolare prestigio.